# Berville (Dolina Oise)
Berville – miejscowość i gmina we Francji, w regionie Île-de-France, w departamencie Dolina Oise.
Według danych na rok 1990 gminę zamieszkiwało 317 osób, a gęstość zaludnienia wynosiła 37 osób/km² (wśród 1287 gmin regionu Île-de-France Berville plasuje się na 917. miejscu pod względem liczby ludności, natomiast pod względem powierzchni na miejscu 450).